# Elezioni amministrative in Italia del 1973
Le elezioni amministrative in Italia del 1973 si tennero il 18 e 19 novembre per il rinnovo di numerosi consigli comunali (tra cui Belluno, Ravenna, Siena, Ancona, Andria, Vibo Valentia e Carbonia) e del consiglio provinciale di Ravenna.

## Elezioni comunali

### Belluno
| Liste                                                  | Voti   | %    | Seggi |
| ------------------------------------------------------ | ------ | ---- | ----- |
| Democrazia Cristiana (DC)                              | 8.511  | 38,5 | 16    |
| Partito Comunista Italiano (PCI)                       | 3.719  | 16,8 | 7     |
| Partito Socialista Italiano (PSI)                      | 3.516  | 15,9 | 6     |
| Partito Socialista Democratico Italiano (PSDI)         | 3.166  | 14,3 | 6     |
| Partito Repubblicano Italiano (PRI)                    | 1.153  | 5,2  | 2     |
| Partito Liberale Italiano (PLI)                        | 1.134  | 5,2  | 2     |
| Movimento Sociale Italiano - Destra Nazionale (MSI-DN) | 916    | 4,2  | 1     |
| Totale                                                 | 22.115 |      | 40    |

### Ravenna
| Liste                                                  | Voti   | %    | Seggi |
| ------------------------------------------------------ | ------ | ---- | ----- |
| Partito Comunista Italiano (PCI)                       | 42.089 | 46,6 | 24    |
| Partito Repubblicano Italiano (PRI)                    | 19.986 | 22,1 | 11    |
| Democrazia Cristiana - PSDI (DC-PSDI)                  | 15.795 | 17,5 | 9     |
| Partito Socialista Italiano (PSI)                      | 8.946  | 9,9  | 5     |
| Movimento Sociale Italiano - Destra Nazionale (MSI-DN) | 2.348  | 2,6  | 1     |
| Partito Liberale Italiano (PLI)                        | 1.186  | 1,3  | -     |
| Totale                                                 | 90.350 |      | 50    |

### Siena
| Liste                                                   | Voti   | %    | Seggi |
| ------------------------------------------------------- | ------ | ---- | ----- |
| Partito Comunista Italiano (PCI)                        | 19.733 | 42,7 | 17    |
| Democrazia Cristiana (DC)                               | 13.266 | 28,7 | 12    |
| Partito Socialista Italiano (PSI)                       | 5.540  | 12,0 | 5     |
| Movimento Sociale Italiano - Destra Nazionale (MSI-DN)  | 2.650  | 5,7  | 2     |
| Partito Repubblicano Italiano (PRI)                     | 1.479  | 3,2  | 1     |
| Partito Socialista Democratico Italiano (PSDI)          | 1.339  | 2,9  | 1     |
| Partito Liberale Italiano (PLI)                         | 1.147  | 2,5  | 1     |
| Partito Socialista Italiano di Unità Proletaria (PSIUP) | 1.103  | 2,4  | 1     |
| Totale                                                  | 46.257 |      | 40    |

### Ancona
| Liste                                                  | Voti   | %    | Seggi |
| ------------------------------------------------------ | ------ | ---- | ----- |
| Democrazia Cristiana (DC)                              | 23.358 | 33,7 | 18    |
| Partito Comunista Italiano (PCI)                       | 22.451 | 32,3 | 17    |
| Partito Socialista Italiano (PSI)                      | 8.180  | 11,8 | 6     |
| Partito Repubblicano Italiano (PRI)                    | 5.498  | 7,9  | 4     |
| Partito Socialista Democratico Italiano (PSDI)         | 3.879  | 5,6  | 2     |
| Movimento Sociale Italiano - Destra Nazionale (MSI-DN) | 3.415  | 4,9  | 2     |
| Partito Liberale Italiano (PLI)                        | 1400   | 2,0  | 1     |
| Partito di Unità Proletaria (PDUP)                     | 1.233  | 1,8  | -     |
| Totale                                                 | 69.414 |      | 50    |

## Elezioni provinciali

### Provincia di Ravenna
| Liste                                                  | Voti    | %     | Seggi |
| ------------------------------------------------------ | ------- | ----- | ----- |
| Partito Comunista Italiano (PCI)                       | 116.517 | 48,35 | 15    |
| Democrazia Cristiana (DC)                              | 51.131  | 21,22 | 7     |
| Partito Repubblicano Italiano (PRI)                    | 33.636  | 13,95 | 4     |
| Partito Socialista Italiano (PSI)                      | 21.051  | 8,73  | 3     |
| Partito Socialista Democratico Italiano (PSDI)         | 7.372   | 3,05  | 1     |
| Movimento Sociale Italiano - Destra Nazionale (MSI-DN) | 5.715   | 2,37  | -     |
| Partito Liberale Italiano (PLI)                        | 3.858   | 1,60  | -     |
| Totale                                                 |         |       | 30    |